# Kulstötning för herrar i friidrott vid olympiska sommarspelen 1988
Kulstötning för herrar vid olympiska sommarspelen 1988 i Seoul avgjordes den 23 september.

## Medaljörer
| Gren        | Guld                         | Guld         | Silver             | Silver  | Brons                    | Brons   |
| Kulstötning | Ulf Timmermann · Östtyskland | 22,47 m (OR) | Randy Barnes · USA | 22,39 m | Werner Günthör · Schweiz | 21,99 m |

## Resultat

### Kval
| Placering | Grupp A                 | Längd   | 1     | 2     | 3     |
| --------- | ----------------------- | ------- | ----- | ----- | ----- |
| 1.        | Ulf Timmermann (GDR)    | 21.27 m | 21.27 | -     | -     |
| 2.        | Randy Barnes (USA)      | 20.83 m | 20.16 | 20.83 | -     |
| 3.        | Alessandro Andrei (ITA) | 20.18 m | 19.72 | 20.18 | 19.93 |
| 4.        | Gert Weil (CHI)         | 20.18 m | 20.18 | 19.58 | 19.59 |
| 5.        | Jim Doehring (USA)      | 19.73 m | 16.89 | 17.66 | 19.73 |
| 6.        | Georgi Todorov (BUL)    | 19.68 m | 19.25 | 19.02 | 19.68 |
| 7.        | Klaus Bodenmüller (AUT) | 18.89 m | 18.89 | 17.54 | -     |
| 8.        | Ma Yongfeng (CHN)       | 18.27 m | 17.48 | 17.79 | 18.27 |
| 9.        | Ahmed Shatta (EGY)      | 17.61 m | 16.94 | 17.61 | 17.37 |
| 10.       | Paul Edwards (GBR)      | 17.28 m | 17.13 | 17.11 | 17.28 |
| 11.       | Han Min-Soo (KOR)       | 15.68 m | 15.67 | 15.68 | 15.64 |

| Placering | Grupp B                 | Längd   | 1     | 2     | 3     |
| --------- | ----------------------- | ------- | ----- | ----- | ----- |
| 1.        | Udo Beyer (GDR)         | 20.97 m | X     | 20.97 | -     |
| 2.        | Werner Günthör (SUI)    | 20.70 m | 20.70 | -     | -     |
| 3.        | Sergej Smirnov (URS)    | 20.48 m | 20.13 | 20.48 | -     |
| 4.        | Remigius Machura (TCH)  | 20.16 m | 19.88 | 20.16 | X     |
| 5.        | Georg Andersen (NOR)    | 20.05 m | X     | 19.95 | 20.05 |
| 6.        | Helmut Krieger (POL)    | 19.75 m | 19.42 | X     | 19.75 |
| 7.        | Gregg Tafralis (USA)    | 19.71 m | 19.71 | 19.44 | X     |
| 8.        | Pétur Guðmundsson (ISL) | 19.21 m | 19.21 | X     | X     |
| 9.        | Mohamed Achouch (EGY)   | 18.94 m | 18.19 | 18.94 | 18.50 |
| 10.       | Muhammad Zankawi (KUW)  | 15.92 m | X     | 15.34 | 15.92 |

### Final
| Placering | Final                   | Längd      | 1     | 2     | 3     | 4     | 5     | 6     |
| --------- | ----------------------- | ---------- | ----- | ----- | ----- | ----- | ----- | ----- |
|           | Ulf Timmermann (GDR)    | 22.47 m OR | 22.02 | 21.31 | 22.16 | 21.90 | 22.29 | 22.47 |
|           | Randy Barnes (USA)      | 22.39 m    | 20.17 | 20.72 | X     | 21.31 | 21.01 | 22.39 |
|           | Werner Günthör (SUI)    | 21.99 m    | 21.45 | 21.59 | 21.70 | 20.98 | 21.99 | 21.61 |
| 4.        | Udo Beyer (GDR)         | 21.40 m    | X     | 21.40 | 20.84 | 20.82 | 21.30 | 21.31 |
| 5.        | Remigius Machura (TCH)  | 20.57 m    | 20.57 | 20.03 | 20.16 | 20.36 | 20.12 | 20.29 |
| 6.        | Gert Weil (CHI)         | 20.38 m    | 20.22 | 20.09 | X     | 20.23 | 20.21 | 20.38 |
| 7.        | Alessandro Andrei (ITA) | 20.36 m    | 19.71 | 20.17 | 20.06 | 19.93 | 20.36 | 20.26 |
| 8.        | Sergej Smirnov (URS)    | 20.36 m    | 20.11 | X     | 20.36 | X     | X     | X     |
| 9.        | Gregg Tafralis (USA)    | 20.16 m    | 20.16 | X     | X     |       |       |       |
| 10.       | Georg Andersen (NOR)    | 19.91 m    | X     | X     | 19.91 |       |       |       |
| 11.       | Jim Doehring (USA)      | 19.89 m    | 19.27 | X     | 19.89 |       |       |       |
| 12.       | Helmut Krieger (POL)    | 19.51 m    | X     | 19.51 | X     |       |       |       |